# Manduca pamphilius
Manduca pamphilius är en fjärilsart som beskrevs av Stoll 1782. Manduca pamphilius ingår i släktet Manduca och familjen svärmare. Inga underarter finns listade i Catalogue of Life.